# Therese Klintbergová
Therese Klintbergová (* 9. březen 1990 Eksjö) je švédská juniorská reprezentantka v orientačním běhu. Mezi její největší úspěchy patří druhé místo z longu na juniorském mistrovství světa 2010 v dánském Aalborgu. V současnosti běhá za švédský klub Eksjö SOK.

## Sportovní kariéra
| Přehled úspěchů na Mistrovství světa juniorů | Přehled úspěchů na Mistrovství světa juniorů | Přehled úspěchů na Mistrovství světa juniorů | Přehled úspěchů na Mistrovství světa juniorů | Přehled úspěchů na Mistrovství světa juniorů |
| Mistrovství světa juniorů                    | Sprint                                       | Middle                                       | Long                                         | Štafety                                      |
| -------------------------------------------- | -------------------------------------------- | -------------------------------------------- | -------------------------------------------- | -------------------------------------------- |
| Aalborg 2010                                 | 13. místo                                    | 24. místo                                    | 2. místo                                     | 5. místo                                     |